# Стоян Лазаров (Инево)
Стоян Гоцев Лазаров е български революционер, деец на Вътрешната македонска революционна организация.

## Биография
Роден е в радовишкото село Инево, Османската империя. След Първата световна война, в 1921 година се присъединява към възстановената от Тодор Александров ВМРО. Действа с различни чети във Вардарска Македония. Заловен е от сръбски контрачетници, ренегати от ВМРО, осъден и от януари 1924 година лежи в затвора. Освободен е на 23 април 1935 година, тъй като е болен от турберкулоза, но след месец умира на  21 май 1935 година.
Съпругата му Ангя, на 53 години, родом от Инево и жителка на Инево, на 23 февруари 1943 година, след установяването на българската власт, за която както сама казва „толкова страдахме“, подава документи за българска народна пенсия. Молбата е одобрена и пенсията е отпусната от Министерския съвет на Царство България.